# Parmotrema demethylmicrophyllinicum
Parmotrema demethylmicrophyllinicum är en lavart som beskrevs av Elix. Parmotrema demethylmicrophyllinicum ingår i släktet Parmotrema och familjen Parmeliaceae.   Inga underarter finns listade i Catalogue of Life.